# Hermann Gutzmann
Hermann Gutzmann (ur. 29 stycznia 1865 w Bytowie, zm. 4 listopada 1922 w Berlinie) – niemiecki lekarz, jeden z pionierów foniatrii.
Syn Alberta Gutzmanna. Studiował w Berlinie, został doktorem medycyny w 1887 roku, od 1889 praktykował w Berlinie, zajmując się zaburzeniami mowy. Od 1891 roku redaktor naczelny i wydawca „Monatsschrift für die gesammte Sprachheilkunde”.

## Twórczość
- Verhütung und Bekämpfung des Stotterns in der Schule (1889)
- Vorlesungen über die Störungen der Sprache (1893)
- Die Bauchrednerkunst (z Theodorem Simonem Flatauem, 1894)
- Des Kindes Sprache und Sprachfehler (1894)
- Die praktische Anwendung der Sprachphysiologie beim ersten Leseunterricht (1897)
- Über das Stottern (1898)
- Die Sprachphysiologie als Grundlage der wissenschaftlichen Sprachheilkunde